# Julija Šamšurina
Julija Michajlovna Stepanova coniugata Šamšurina (in russo Юлия Михайловна Степанова-Шамшурина?; Kamennoe, 16 luglio 1962) è un'ex fondista sovietica.

## Biografia
In Coppa del Mondo ottenne il primo risultato di rilievo il 13 marzo 1982 a Kiruna (17ª) e l'unica vittoria, nonché unico podio, il 17 dicembre 1988 a Davos.
In carriera prese parte a un'edizione dei Giochi olimpici invernali, Sarajevo 1984 (12ª nella 5 km, 8ª nella 10 km, 15ª nella 20 km, 4ª nella staffetta), e a due dei Campionati mondiali, vincendo una medaglia.

## Palmarès

### Mondiali
- 1 medaglia:
  - 1 argento (staffetta[1] a Lahti 1989)

### Coppa del Mondo
- Miglior piazzamento in classifica generale: 8ª nel 1989
- 1 podio (individuale[2])[3]:
  - 1 vittoria

#### Coppa del Mondo - vittorie
| Data             | Località | Nazione  | Spec.    |
| ---------------- | -------- | -------- | -------- |
| 17 dicembre 1988 | Davos    | Svizzera | 10 km TC |

Legenda:

TC = tecnica classica